# Strücken (Schalksmühle)
Strücken ist ein Ortsteil der Gemeinde Schalksmühle im Märkischen Kreis im Regierungsbezirk Arnsberg in Nordrhein-Westfalen (Deutschland). Zum 1. Juli 2014 hatte Strücken 451 Einwohner.

## Lage
Strücken liegt ein Kilometer östlich von Schalksmühle in einer Schleife der Volme nahe der Stadtgrenze zu Lüdenscheid. Die Bahnstrecke Hagen–Dieringhausen führt am Ort vorbei und trennt Strücken von dem Nachbarort Halverscheiderohl. Auf der anderen Flussseite wurde die Bundesstraße 54 trassiert.
Nach Brügge im Süden sind es drei Kilometer, zur Sauerlandlinien-Autobahn bei Schnarüm im Nordosten vier Kilometer und zur Ortsmitte nach Lüdenscheid im Südosten sechs Kilometer.
Weitere Nachbarorte sind Hermannshöh, Lauenscheiderohl, Schlöten, Nöllenhammer, Niederworth, Niederwippekuhl, Wippekühl und die Wüstung Worth, sowie Hammerhaus, Linnepermühle, Lehmecke, Linnepe und Solmecke auf Lüdenscheider Stadtgebiet.

## Geschichte
Der Name geht wahrscheinlich auf eine Flurbezeichnung (an den) Strücken (Sträuchern) zurück.
Das zunächst dem Kirchspiel Halver angehörige Strücken wurde erstmals im Jahr 1509 urkundlich erwähnt. Die Entstehungszeit der heutigen Siedlung wird aber im Zeitraum zwischen 1400 und 1500 in der Folge der späten mittelalterlichen Ausbauperiode vermutet. Strücken ist ein Abspliss des Hofs Wippekühl oder möglicherweise auch des Hofs Halverscheid.
1818 lebten acht Einwohner im Ort. 1838 gehörte der Ort unter dem Namen Sträuchen der Oeckinghauser Bauerschaft innerhalb der Bürgermeisterei Halver an. Der laut der Ortschafts- und Entfernungs-Tabelle des Regierungs-Bezirks Arnsberg als Kotten kategorisierte Ort besaß zu dieser Zeit einem Wohnhaus und zwei landwirtschaftliche Gebäude. Zu dieser Zeit lebten fünf Einwohner im Ort, allesamt evangelischen Glaubens.
Der Ort ist auf der Preußischen Uraufnahme von 1840 als unbeschriftet verzeichnet. Ab der Preußischen Neuaufnahme von 1892 ist der Ort auf Messtischblättern der TK25 als Strücken verzeichnet.
Die Gemeinde- und Gutbezirksstatistik der Provinz Westfalen führt 1871 den Ort als Colonie mit drei Wohnhäusern und 16 Einwohnern auf. Das Gemeindelexikon für die Provinz Westfalen gibt 1885 für Stephansohl eine Zahl von 26 Einwohnern an, die in zwei Wohnhäusern lebten. 1895 besitzt der Ort fünf Wohnhäuser mit 37 Einwohnern und gehörte kirchlich zum evangelischen Kirchspiel Schalksmühle, 1905 zählt der Ort drei Wohnhäuser und 16 Einwohner.
Am 1. Oktober 1912 wurde der Bereich um den Ort aus der Gemeinde Halver ausgegliedert und der neu gegründeten Gemeinde Schalksmühle zugewiesen.

## Infrastruktur
In Strücken steht eine markante Eisenbahnbrücke über die Volme. Die Eisenbahnbrücke ist Teil der Volmetalbahn (Hagen – Dieringhausen). Der Ort verfügte über ein multifunktionales Vereinsheim, das bei einem vorsätzlich gelegten Feuer am 29. April 2011 nahezu vollständig zerstört wurde.